# Marc D'Amelio
Marc D'Amelio nascut in 1 noiembrie 1968, este un politician . Este tatăl lui Charli D'Amelio și al lui Dixie D'Amelio . 
D'Amelio a fost anterior candidat republican pentru reprezentant în general în Consiliul de Educație al Școlilor Publice Norwalk din Connecticut. D'Amelio a fost învins la alegerile generale generale din 7 noiembrie 2017. 

## Biografie
Marc s-a născut la 1 noiembrie 1968. D'Amelio a primit o diplomă de licență în științe politice și guvernare de la Universitatea din Connecticut din Storrs în 1991.

## Carieră
D'Amelio a lucrat pentru diverse organizații din industria de îmbrăcăminte. El a fondat Madsoul Clothing Company în 2000 și Level 4 Collective Showroom în 2007. El a deținut funcții de conducere în Organizația Părinților din Liceul Norwalk și Clubul Părinților. De asemenea, a fost ales în Consiliul de conducere al liceului Norwalk pentru anul școlar 2016-2017. 
De asemenea, postează videoclipuri pe platforma TikTok unde are peste 10 milioane de urmăritori, fiica sa Charli D'Amelio are cel mai urmărit cont de pe platformă. 

## Viata personala
S-a căsătorit cu Heidi D'Amelio în 2000 și a avut două fiice cu ea: Charli și Dixie .